# فاندرهوف (كولومبيا البريطانية)
فاندرهوف (بالإنجليزية: Vanderhoof, British Columbia)‏ هي منطقة سكنية تقع في كندا في بولكلي-نيتشاكو آ، كولومبيا البريطانية. يقدر عدد سكانها بـ 4,480 نسمة ومساحتها 54.83 كم2 وترتفع عن سطح البحر 640 متر.

## المناخ
يظهر الجدول التالي التغييرات المناخية على مدار السنة لفاندرهوف:
| البيانات المناخية لـفاندرهوف       | البيانات المناخية لـفاندرهوف | البيانات المناخية لـفاندرهوف | البيانات المناخية لـفاندرهوف | البيانات المناخية لـفاندرهوف | البيانات المناخية لـفاندرهوف | البيانات المناخية لـفاندرهوف | البيانات المناخية لـفاندرهوف | البيانات المناخية لـفاندرهوف | البيانات المناخية لـفاندرهوف | البيانات المناخية لـفاندرهوف | البيانات المناخية لـفاندرهوف | البيانات المناخية لـفاندرهوف | البيانات المناخية لـفاندرهوف |
| الشهر                              | يناير                        | فبراير                       | مارس                         | أبريل                        | مايو                         | يونيو                        | يوليو                        | أغسطس                        | سبتمبر                       | أكتوبر                       | نوفمبر                       | ديسمبر                       | المعدل السنوي                |
| ---------------------------------- | ---------------------------- | ---------------------------- | ---------------------------- | ---------------------------- | ---------------------------- | ---------------------------- | ---------------------------- | ---------------------------- | ---------------------------- | ---------------------------- | ---------------------------- | ---------------------------- | ---------------------------- |
| الدرجة القصوى °م (°ف)              | 13.0 (55.4)                  | 16.7 (62.1)                  | 20.0 (68.0)                  | 28.9 (84.0)                  | 36.0 (96.8)                  | 33.9 (93.0)                  | 35.0 (95.0)                  | 35.5 (95.9)                  | 33.0 (91.4)                  | 28.0 (82.4)                  | 17.5 (63.5)                  | 12.5 (54.5)                  | 36.0 (96.8)                  |
| متوسط درجة الحرارة الكبرى °م (°ف)  | −4.5 (23.9)                  | −0.1 (31.8)                  | 5.9 (42.6)                   | 12.4 (54.3)                  | 17.8 (64.0)                  | 21.3 (70.3)                  | 23.5 (74.3)                  | 23.3 (73.9)                  | 17.9 (64.2)                  | 10.3 (50.5)                  | 0.9 (33.6)                   | −4.1 (24.6)                  | 10.4 (50.7)                  |
| المتوسط اليومي °م (°ف)             | −9.0 (15.8)                  | −5.5 (22.1)                  | −0.2 (31.6)                  | 5.6 (42.1)                   | 10.7 (51.3)                  | 14.4 (57.9)                  | 16.3 (61.3)                  | 15.9 (60.6)                  | 11.0 (51.8)                  | 5.0 (41.0)                   | −2.8 (27.0)                  | −8.1 (17.4)                  | 4.4 (39.9)                   |
| متوسط درجة الحرارة الصغرى °م (°ف)  | −13.3 (8.1)                  | −10.9 (12.4)                 | −6.3 (20.7)                  | −1.3 (29.7)                  | 3.5 (38.3)                   | 7.4 (45.3)                   | 9.1 (48.4)                   | 8.3 (46.9)                   | 4.1 (39.4)                   | −0.3 (31.5)                  | −6.5 (20.3)                  | −12.1 (10.2)                 | −1.5 (29.3)                  |
| أدنى درجة حرارة °م (°ف)            | −51.7 (−61.1)                | −51.1 (−60.0)                | −42.8 (−45.0)                | −29.4 (−20.9)                | −9.4 (15.1)                  | −6.7 (19.9)                  | −3.3 (26.1)                  | −5.0 (23.0)                  | −16.7 (1.9)                  | −28.0 (−18.4)                | −42.2 (−44.0)                | −50.6 (−59.1)                | −51.7 (−61.1)                |
| الهطول مم (إنش)                    | 44.4 (1.75)                  | 26.6 (1.05)                  | 24.4 (0.96)                  | 25.4 (1.00)                  | 34.7 (1.37)                  | 57.0 (2.24)                  | 52.4 (2.06)                  | 43.1 (1.70)                  | 44.3 (1.74)                  | 50.8 (2.00)                  | 45.1 (1.78)                  | 41.3 (1.63)                  | 489.2 (19.26)                |
| معدل هطول الأمطار مم (إنش)         | 6.6 (0.26)                   | 5.4 (0.21)                   | 7.1 (0.28)                   | 19.4 (0.76)                  | 34.2 (1.35)                  | 56.8 (2.24)                  | 52.3 (2.06)                  | 43.1 (1.70)                  | 44.0 (1.73)                  | 43.3 (1.70)                  | 16.1 (0.63)                  | 3.8 (0.15)                   | 332.0 (13.07)                |
| متوسط تساقط الثلوج سم (إنش)        | 37.8 (14.9)                  | 21.3 (8.4)                   | 17.3 (6.8)                   | 6.0 (2.4)                    | 0.5 (0.2)                    | 0.2 (0.1)                    | 0.0 (0.0)                    | 0.0 (0.0)                    | 0.2 (0.1)                    | 7.5 (3.0)                    | 29.0 (11.4)                  | 37.5 (14.8)                  | 157.2 (61.9)                 |
| متوسط أيام هطول الأمطار (≥ 0.2 mm) | 14.1                         | 9.5                          | 10.0                         | 9.7                          | 12.6                         | 14.1                         | 13.8                         | 12.5                         | 13.0                         | 16.3                         | 14.5                         | 11.8                         | 152.1                        |
| متوسط الأيام الممطرة (≥ 0.2 mm)    | 2.9                          | 2.8                          | 5.0                          | 8.0                          | 12.5                         | 14.1                         | 13.8                         | 12.5                         | 12.9                         | 14.7                         | 6.4                          | 2.0                          | 107.7                        |
| متوسط الأيام المثلجة (≥ 0.2 cm)    | 12.1                         | 7.2                          | 6.0                          | 2.5                          | 0.4                          | 0.0                          | 0.0                          | 0.0                          | 0.2                          | 2.7                          | 10.1                         | 10.3                         | 51.4                         |
| المصدر: Environment Canada         |                              |                              |                              |                              |                              |                              |                              |                              |                              |                              |                              |                              |                              |

## أعلام
- غيل غراهام